# Lực lượng không gian
Lực lượng không gian là một quân chủng thuộc lực lượng vũ trang của một quốc gia, có nhiệm vụ tiến hành các hoạt động quân sự ngoài không gian và chiến tranh không gian. Lực lượng không gian đầu tiên trên thế giới là Lực lượng Không gian Nga, được thành lập vào năm 1992 với tư cách là một lực lượng quân sự độc lập. Tuy nhiên, nó đã hai lần mất đi trạng thái độc lập, lần đầu tiên bị sáp nhập vào Lực lượng Tên lửa Chiến lược Nga từ năm 1997 đến năm 2001 và một lần nữa vào năm 2015, khi nó được sáp nhập với Không quân Nga để thành lập Lực lượng Hàng không vũ trụ Nga, nơi nó hiện tồn tại như một nhánh phụ. Tính đến năm 2023, các lực lượng không gian độc lập duy nhất trên thế giới là Lực lượng Không gian Hoa Kỳ và Lực lượng Chi viện chiến lược Quân Giải phóng Nhân dân Trung Quốc (đồng thời là lực lượng không gian mạng của Trung Quốc).
Các quốc gia có lực lượng không gian nhỏ hơn hoặc đang phát triển có thể kết hợp lực lượng không quân và không gian của họ thành một nhánh quân sự duy nhất, chẳng hạn như Lực lượng Hàng không vũ trụ Nga, Lực lượng Không quân và Không gian Pháp, Lực lượng Hàng không vũ trụ Vệ binh Cách mạng Hồi giáo Iran, hoặc đưa họ vào một cơ quan phòng thủ độc lập, chẳng hạn như Cơ quan Vũ trụ Quốc phòng Ấn Độ. Các quốc gia có năng lực không gian quân sự non trẻ thường tổ chức chúng trong lực lượng không quân của họ.

## Danh sách lực lượng không gian
Các lực lượng không gian độc lập hiện đang hoạt động:
- Lực lượng Chi viện chiến lược Quân Giải phóng Nhân dân Trung Quốc
- Lực lượng Không gian Hoa Kỳ
- Lực lượng Không gian Nga (hoạt động độc lập từ 1992-1997 và 2001-2011)